# Otice (Strančice)
Otice je vesnice, místní část nebo osada v okrese Praha-východ, která spadá pod obec s pověřeným obecním úřadem  Strančice. Nachází se 3 km na severozápad od Strančic. Nedaleko vesnice pramení Pitkovický potok. Na okraji obce se nachází místní hřbitov s kostelem svatého Mikuláše. Je zde evidováno 46 adres

## Galerie

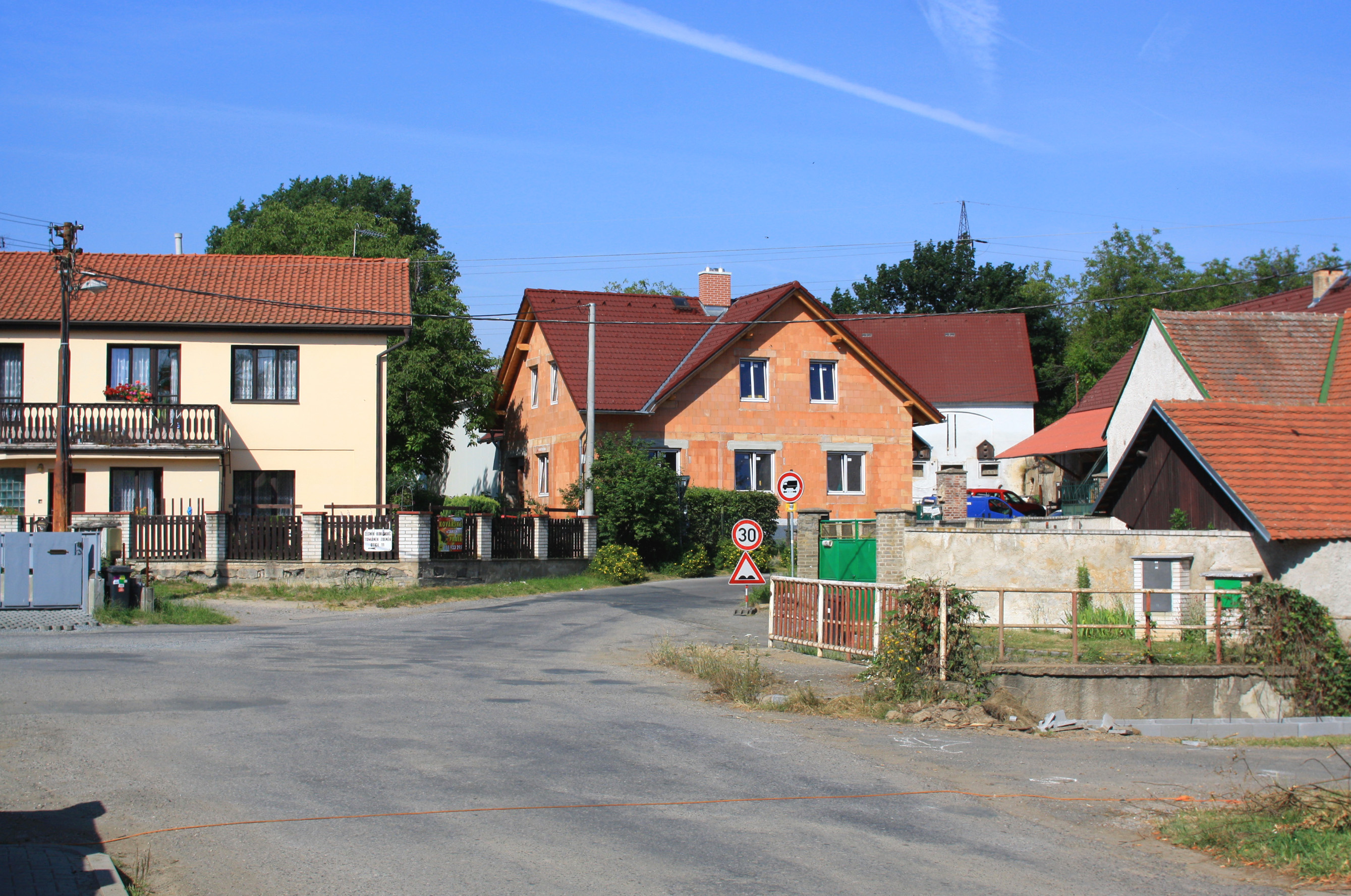
Náves
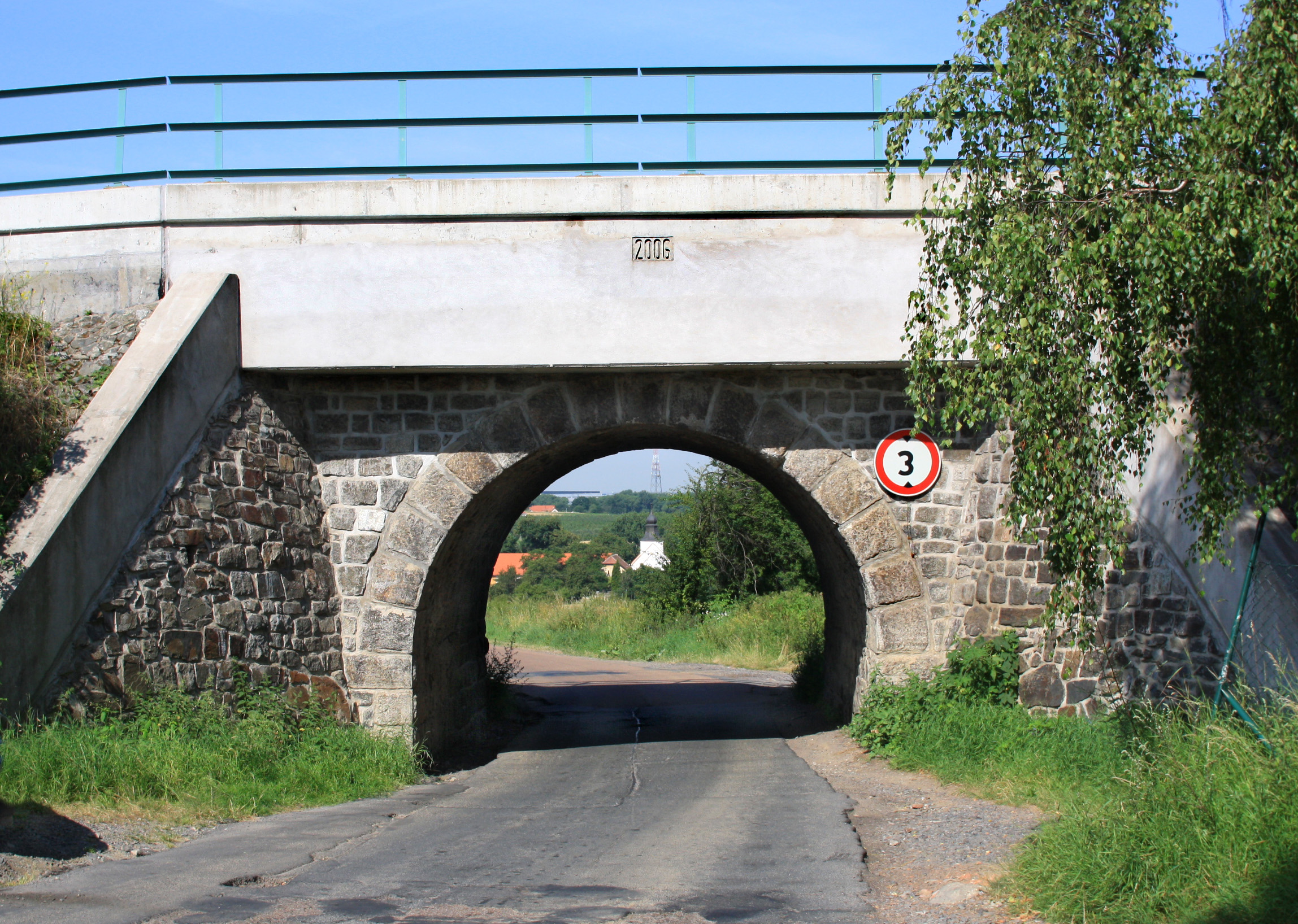
Rekonstruovaný železniční podjezd
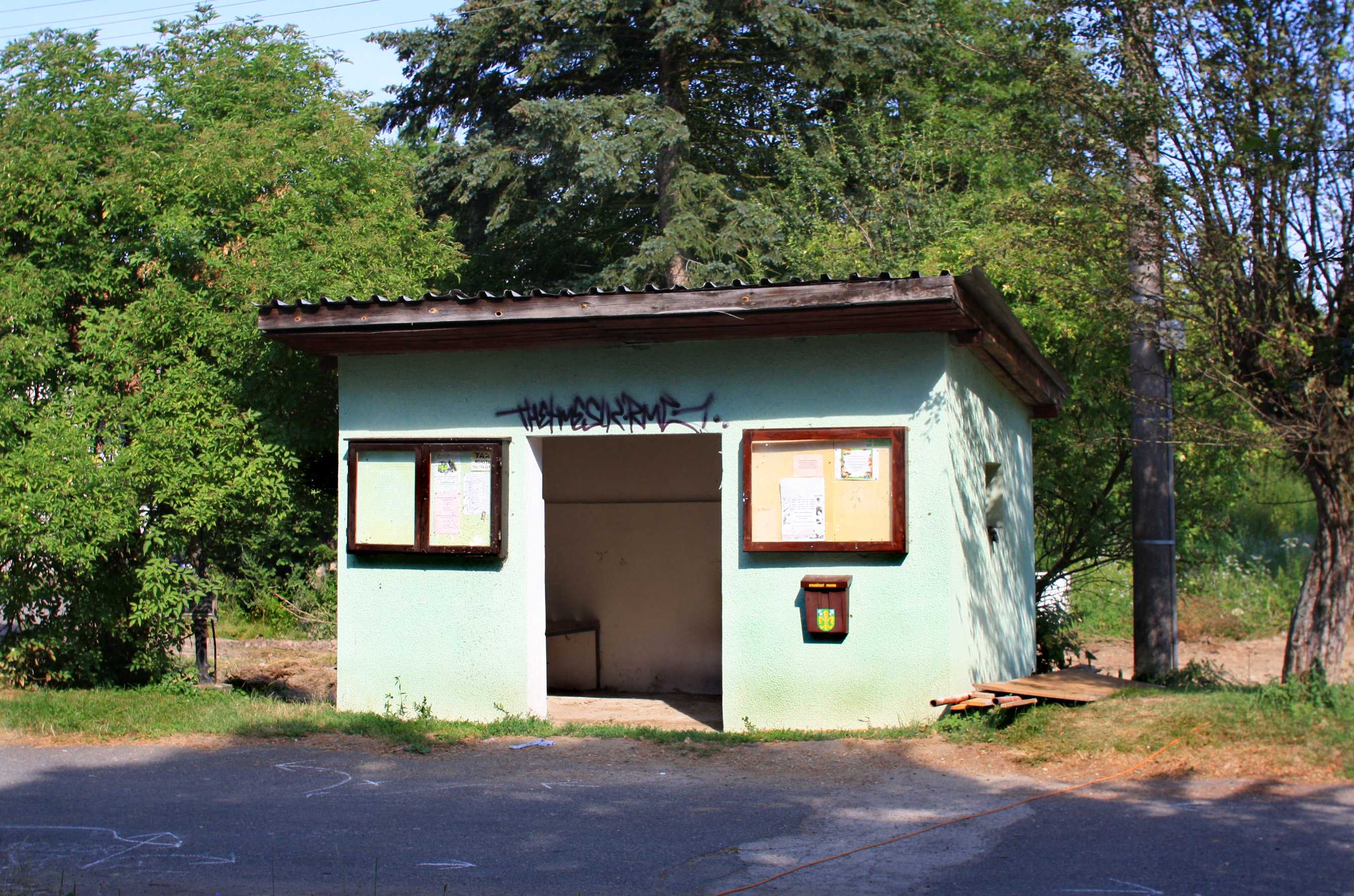
Zastávka autobusů PID